# 好美家
上海好美家装潢建材配送有限公司是中華人民共和國一家總部位於上海市的建材連鎖超市，隸屬於百聯集團。

## 历史
成立於1998年。首家門店位於上海市虹口區曲陽新村。

## 外部連結
- 官方网站